# NGC 4513
NGC 4513 (również PGC 41527 lub UGC 7683) – galaktyka soczewkowata (S0), znajdująca się w gwiazdozbiorze Smoka. Odkrył ją Heinrich Louis d’Arrest 16 października 1866 roku.